# Faina (Goiás)
| \| Faina \|                       |
| Lage der Ortschaft Faina in Goiás |
| Faina                             |

| Faina |

Faina ist eine kleine brasilianische, politische Gemeinde im brasilianischen Bundesstaat Goiás in der Mesoregion Nordwest-Goiás und in der Mikroregion Rio Vermelho. Sie liegt westlich der brasilianischen Hauptstadt Brasília und nordwestlich von Goiânia, der Hauptstadt des Bundesstaates.